# (270) Anahita
(270) Anahita – planetoida z pasa głównego asteroid okrążająca Słońce w ciągu 3 lat i 95 dni w średniej odległości 2,2 j.a. Została odkryta 8 października 1887 roku w Clinton położonym w hrabstwie Oneida w stanie Nowy Jork przez Christiana Petersa. Nazwa planetoidy pochodzi od Anahity, w mitologii perskiej bogini słodkiej wody i płodności.